# August von Rospatt
August Lambert Rospatt, seit 1909 von Rospatt (* 9. Februar 1869 in Lennep; † 29. Mai 1942 in Prittisch) war ein deutscher Verwaltungsbeamter, Rittergutsbesitzer und Parlamentarier.

## Leben
Er war der Sohn des preußischen Verwaltungsbeamten Lambert Rospatt und der Julie Adele Fuhrman. Nach dem Abitur studierte Rospatt an der Universität Bonn Rechtswissenschaften. 1889 wurde er Mitglied des Corps Palatia Bonn. Nach Abschluss des Studiums und Promotion zum Dr. iur. trat er in den preußischen Staatsdienst ein. Von 1896 bis 1903 war er Regierungsassessor in Schlochau und Posen. 1898 heiratete er Trude Schulz-Boossen. Rospatt wurde 1903 zum Landrat des Landkreises Birnbaum ernannt. Während seiner Amtszeit war er maßgeblich am Bau einer Talsperre beteiligt und am 22. März 1909 in den erblichen Adelsstand erhoben worden. Das Amt hatte er bis zur Übergabe des Kreisgebietes Anfang 1920 an Polen inne. In der Folgezeit lebte er auf seinem Rittergut Prittisch, das er von seinen Schwiegereltern geerbt hatte. Er war Mitglied des Preußischen Abgeordnetenhauses.
August von Rospatt heiratete 1898 Gertrud Schulz, Tochter des einflussreichen märkischen Gutsbesitzers Rudolph Schulz.

## Auszeichnungen
- Roter Adlerorden IV. Klasse
- Eisernes Kreuz am weißen Bande
- Ehrenritter des Johanniterordens